# Delfinen (1914)
Delfinen, officiellt HM Ubåt Delfinen, var en ubåt i svenska Kungliga flottan. Delfinen togs i tjänst 1914 och skrotades och höggs upp 1930. Den var ett mellanting mellan enskrovs- och dubbelskrovsbåt. Konstruktören Carl Richson hade uppfattningen att en ubåt med centraltank och separat dyktank skulle ge avsevärda fördelar i strid. Delfinen skulle dock visa sig vara ett problembarn för flottan och blev aldrig vidareutvecklad.
Delfinen byggdes vid Bergsunds Mekaniska Verkstad 1914 och hade sin provtur 1915. Deplacementet var 260 ton och bestyckningen var 2 st 45,7cm torpedtuber (mod.04-12) med 4 torpeder ombord. På däck fanns en 37 mm kanon (mod.98).
I sin tjänst hade Delfinen 24 man ombord, varav 5 befäl. Av intresse kan dock vara att Delfinen i sitt innersta var en ren klass 1:båt men utåt var en klass 2:båt. Efter världskriget blev båttypen hopplöst omodern och ersattes sedermera av den mer framgångsrika Weser-typen.